# Špionica Donja
Špionica Donja är en ort i Bosnien och Hercegovina.   Den ligger i entiteten Federationen Bosnien och Hercegovina, i den centrala delen av landet, 100 km norr om huvudstaden Sarajevo. Špionica Donja ligger 201 meter över havet och antalet invånare är 916.
Terrängen runt Špionica Donja är kuperad österut, men västerut är den platt. Runt Špionica Donja är det ganska tätbefolkat, med 93 invånare per kvadratkilometer.. Närmaste större samhälle är Srebrenik, 2,3 km söder om Špionica Donja. 
Omgivningarna runt Špionica Donja är en mosaik av jordbruksmark och naturlig växtlighet.